# Eligmodontia
Eligmodontia is een geslacht van zoogdieren uit de familie van de Cricetidae. De wetenschappelijke naam van het geslacht werd in 1837 gepubliceerd door Frédéric Cuvier.

## Soorten
Er worden 7 soorten in dit geslacht geplaatst:
- Eligmodontia bolsonensis Mares et al., 2008
- Eligmodontia dunaris Spotorno et al., 2013
- Eligmodontia hirtipes (O. Thomas, 1902)
- Eligmodontia moreni O. Thomas, 1896
- Eligmodontia morgani J. A. Allen, 1901
- Eligmodontia puerulus (R. A. Philippi, 1896)
- Eligmodontia typus F. Cuvier, 1837

Andalgalomys · Auliscomys · Calassomys · Calomys · Eligmodontia · Galenomys · Graomys · Loxodontomys · Phyllotis · Salinomys · Tapecomys